# The Flatshare
The Flatshare ist eine britische Dramedy-Fernsehserie, die im Auftrag von Paramount+ produziert wurde. Die Serie erschien im Dezember 2022 auf der Streamingplattform Paramount+ und umfasst sechs Folgen.

## Handlung
Die Journalistin Tifanny zieht nach der Trennung von ihrem Freund zur Untermiete in die Wohnung des Pflegers Leon. Da Leon nachts arbeitet, sieht der Mietvertrag vor, dass jeder die komplette kleine Wohnung nur für jeweils zwölf Stunden nutzen darf. Ihre Kommunikation findet anfänglich daher ausschließlich über Klebezettel statt.

## Besetzung
| Rollenname      | Schauspieler          | Synchronsprecher      |
| --------------- | --------------------- | --------------------- |
| Tiffany Moore   | Jessica Brown Findlay | Merete Brettschneider |
| Leon Campbell   | Anthony Welsh         | Janek Schächter       |
| Mo              | Jonah Hauer-King      | Flemming Stein        |
| Urs             | Philippe Graber       |                       |
| Maia            | Shaniqua Okwok        | Lo Rivera             |
| Justin          | Bart Edwards          | Jörn Linnenbröker     |
| Rachel          | Gina Bramhill         |                       |
| Richie Campbell | Shaq B. Grant         |                       |
| Phil            | Dustin Demri-Burns    |                       |
| Si              | Bill Milner           |                       |
| Kay             | Klariza Clayton       |                       |
| Pauline         | Jo Martin             |                       |
| Katherine       | Sophie Thompson       |                       |

## Episodenliste
| Nr. (ges.) | Nr. (St.) | Deutscher Titel     | Originaltitel    | Erstausstrahlung |
| ---------- | --------- | ------------------- | ---------------- | ---------------- |
| 1          | 1         | Der Einzug          | Meet Cute        | 1. Dez. 2022     |
| 2          | 2         | Das Dating-Desaster | On the Apps      | 8. Dez. 2022     |
| 3          | 3         | Der Valentinstag    | Valentine's Day  | 15. Dez. 2022    |
| 4          | 4         | Die liebe Familie   | They F*ck You Up | 22. Dez. 2022    |
| 5          | 5         | Das erste Date      | First Date       | 29. Dez. 2022    |
| 6          | 6         | Der Neuanfang       | The Beginning    | 5. Jan. 2023     |

## Rezeption
Die Serie wurde von 10/10 Kritikern bei Rotten Tomatoes positiv bewertet. Die Zuschauerbewertung liegt dort bei 82 %.
Auf der Filmdatenbank IMDb erhielt die Serie mit einer Wertung von 7,3/10 ebenfalls eine gute Bewertung.

## Auszeichnungen
- 2023: Nominiert für den Jupiter (Filmpreis) in der Kategorie „Bester Serie international“[4]